# I.Ae. 37
El FMA I.Ae. 37 fue un prototipo de avión birreactor argentino, desarrollado en 1953 por el profesor Reimar Horten. Se construyó a nivel planeador en madera a escala real que realizó varios vuelos de demostración. El proyecto fue cancelado en 1960. 

## Historia
En el marco del Primer Plan Quinquenal, el gobierno de Juan Domingo Perón decide dar un fuerte impulso a la industria pesada y a la industria de defensa, y con ello a la industria aeronáutica argentina. 
Bajo dicha acción política, el IAME comienza a construir con materiales locales los fuselajes, y emprende la fabricación de motores radiales aeronáuticos, colocándose Argentina a la vanguardia de la industria de aviación latinoamericana. 
Asimismo, la década de 1950 contempló una serie de avances técnicos muy amplios en el campo aeronáutico. Argentina inició en 1946 el desarrollo de un avión a reacción - el I.Ae 27 Pulqui I - y en inicios de 1947 el reactor con alas en flecha I.Ae. 33 Pulqui II.
Producido ya el primer vuelo supersónico controlado y a nivel en 1947 en los Estados Unidos, se previó la necesidad de un aparato nacional capaz de lograr tales performances para estudio, pero que pudiese ser adaptado a tareas de combate.

### Diseño
Reimar Horten, famoso diseñador alemán y pionero de la configuración ala volante, comenzó a trabajar en el anteproyecto del I.Ae. 37 en 1952, luego de una serie de trabajos de investigación al respecto realizados en 1951.  
Especificó y proyectó un avión birreactor supersónico, que utilizaba una estructura alar en delta, con entradas de aire a cada lado de la nariz. El piloto controlaba el aparato en una novedosa posición prono (acostado, apoyando el mentón en un soporte acolchado), lo cual permitía una amplia visión a través de la cubierta de la carlinga-nariz acristalada. 

### Pruebas y evaluaciones
Como prueba de concepto que auxiliaran en el diseño supersónico, se proyectaron en la Fábrica Militar de Aviones las fases para lograr el vuelo de avión supersónico, Esto era lo corriente en una era donde no existía la técnica computada para asistir en el diseño o fabricación aeronáutica.  

#### Primera fase
Esta involucraba la creación de maquetas lanzables en madera, y el estudio de las características de las mismas. En 1953 se construyó rápidamente un modelo de madera compensada en escala 1:10 y 5 kilogramos, a fin de realizar los estudios de planta alar, vibraciones, etc. A este se lo lanzaba catapultándolo sobre el lago San Roque por medio de elásticos tipo sandow y se filmaba su planeo con cámaras de alta velocidad (4000 cuadros por segundo). Conforme se comprobó en el planeador de pequeña escala y sus buenas características de vuelo, se construyó otro planeador a escala 1:5 con 22 kilogramos, que confirmó el éxito del planteo novedoso de Horten y las posibilidades de control, así como permitió prever su amplia envolvente de vuelo y prevenir fallas de control. 
Los estudios en el túnel de viento permitieron continuar la etapa de cálculos, haciendo uso de modelos de acero inoxidable a escala 1:25, con velocidades aerodinámicas supersónicas de hasta 2000 kilómetros por hora, que avalaron la performance del ala en condiciones transónicas, supersónicas e hipersónicas.

#### Segunda fase

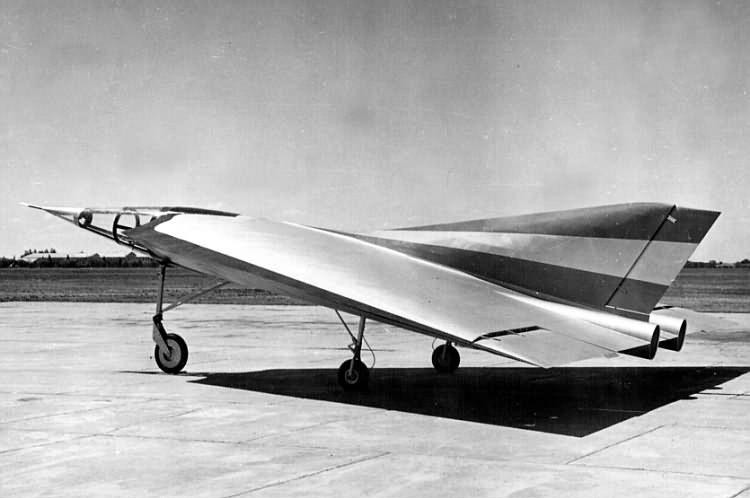
I.A.37, planeador en madera

La segunda fase previó construir un planeador en madera en escala 1:1, como prototipo de control y de estructura general. El mismo se construyó durante los primeros meses del año 1954. 
Se trataba de un avión con un ala delta de perfil simétrico con flecha de 47° y 10% de cuerda, 0° de diedro e incidencia, y dotada con elevones de duraluminio, accionados por unos cuernos de control. La deriva vertical era monocoque, también en duraluminio, y portaba un timón de dirección accionable con unos pedales a presión. El aparato contaba con cuatro frenos aerodinámicos desplegables hidráulicamente al unísono, dos en la parte inferior del ala y dos en la parte superior. La cabina prone estaba cubierta por una aguzada nariz acristalada formada en plexiglás de 11 milímetros de espesor. El tren de aterrizaje era triciclo fijo, amortiguado oleoneumáticamente, con la rueda de nariz más elevada que las alares auxiliares, lo que le otorgaba en tierra una posición de incidencia positiva característica. 

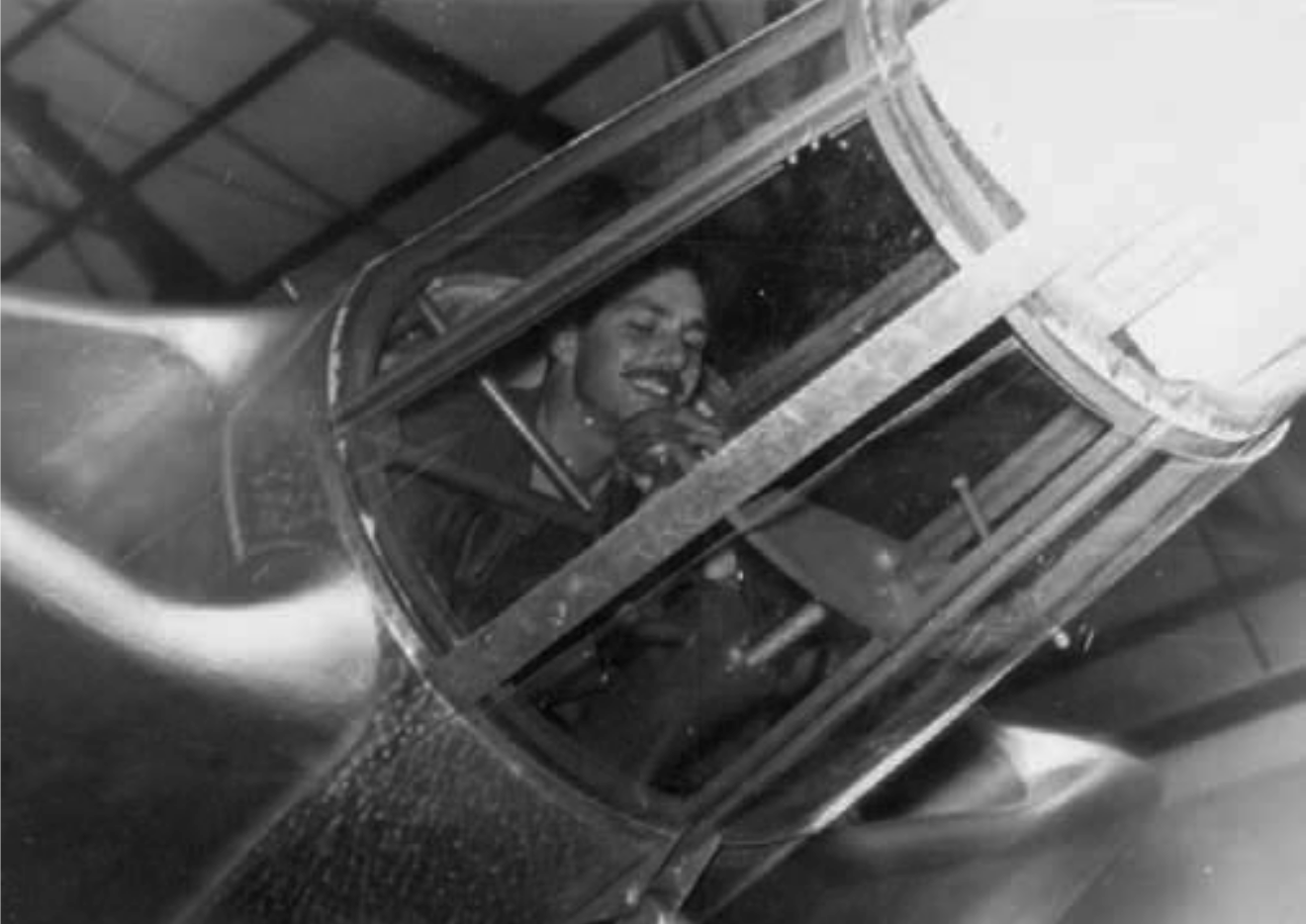
Jorge Conan Doyle en la cabina del FMA I.A.37P

Ya para septiembre de 1954 estaban concluidas las pruebas estáticas y realiza su primer vuelo como planeador el primero de octubre de 1954, comandado por el Primer Teniente Jorge Conan Doyle. El planeador fue remolcado por el trimotor Junkers Ju-52/3M perteneciente a la FMA pilotado por el Primer Teniente Nelio González. Durante este vuelo Conan Doyle se desprende del avión remolque y aprecia las excelentes características de vuelo del prototipo, finalizando su vuelo a vela con una maniobra de acrobacia.  
Durante esta etapa evaluativa en el planeador se completaron más de 50 horas de vuelo a vela divididas en más de un centenar y medio de ocasiones, en el cual se reporta la cómoda posición de manejo y la facilidad para el aterrizaje, si bien el piloto nunca había volado en posición prono. 

#### Tercera fase

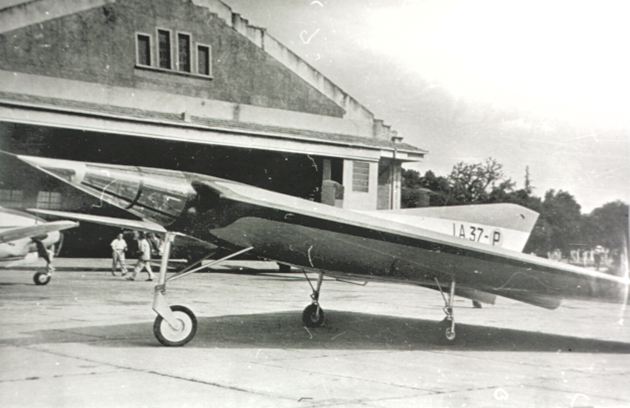
FMA I.A. 37 planeador, finalizado con su esquema de la bandera argentina en la deriva, y orlados rojos en los bordes de ataque.

En enero de 1955 y en vista del buen desempeño del planeador de madera, se comenzó con la tercera fase del programa. La misma implicaba la construcción de un prototipo metálico en duraluminio, motorizado por un reactor Rolls-Royce Derwent V, unidad que erogaba 1.642 kilogramos de empuje a 14 000 vueltas. Este tipo de motor a reacción ya existía en la Argentina (era utilizado por los Gloster Meteor de la Fuerza Aérea Argentina) y si bien era adecuado para impulsar el prototipo metálico, no contaba con la potencia deseada por Horten. El avión en tanto podría contar con hasta 1700 litros de combustible para su motor, divididos en tres tanques internos (dos depósitos alares y uno ventral), que le otorgarían 2 horas de autonomía. Para estabilizar mejor al reactor en las tareas de despegue y aterrizaje se le incorporaría un tren de aterrizaje retraíble hidráulicamente y de tipo ventral (una rueda grande al centro y tren de nariz, más dos ruedas subalares auxiliares), con frenos Dunlop. 
Sin embargo, la construcción se ve interrumpida temporalmente a mediados 1955 tras los sucesos que llevaron al derrocamiento de Juan Perón y el advenimiento del gobierno de facto de la autoproclamada Revolución Libertadora.  
Durante este período de interrupción que se extendió hasta 1956, Reimar Horten estudió los resultados y volvió al tablero, planteando una serie de modificaciones. Si bien cómoda y sencilla, la posición prono no había demostrado las bondades que se habían supuesto en la etapa de anteproyecto: a finales de la década del 1940 se teorizaba que dicha posición permitiría al piloto resistir mayores cargas G negativas, pero finalmente el advenimiento de trajes anti-g terminaron por resolver dicho problema. Asimismo, si bien la visibilidad hacia abajo y arriba desde la máquina eran excelentes, la visibilidad hacia atrás - necesaria en una máquina de combate - era nula. El profesor Horten modificó entonces la estructura delantera de la tercera fase de desarrollo para incorporar una cabina convencional con cubierta de la carlinga abatible hacia la derecha, formada en acrílico.

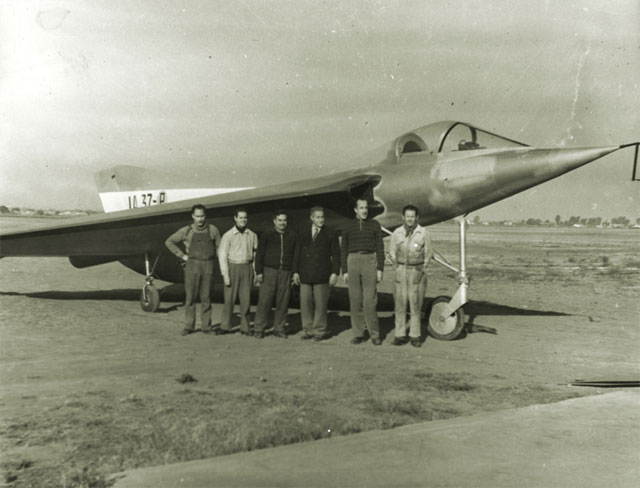
Modelo modificado con una cubierta de la carlinga normal en 1956

Mientras tanto se reiniciaron los vuelos en el planeador de madera reacondicionado, se continuó con la construcción del avión metálico según la nueva configuración. Sin embargo, la nueva realidad política del país - en la cual las autoridades de facto dieron escasa prioridad a los trabajos aeronáuticos - conllevó un ritmo de trabajo reducido y con grandes retrasos en la fábrica. Estas modificaciones y retrasos implicaron la desavenencia del proyecto de Horten (que originalmente había estipulado el vuelo a reacción subsónico para 1956), y los tiempos se extendieron en una era donde la aeronáutica avanzaba a pasos agigantados.

#### Cuarta fase
Para esta etapa planificada originalmente para 1957, el Profesor Horten había contemplado el reemplazo del único motor Derwent V del prototipo metálico de la tercera etapa por dos Rolls-Royce Avon III, que otorgaban 2.948 kilogramos de empuje unitario, y que en los papeles le permitirían al avión lograr alcanzar los 1300 kilómetros por hora en altura. Pasado ese momento, este nuevo esquema motriz no llegó a pasar del estadio de estudio de desarrollo, en vistas de la reorientación del proyecto. 

### Conclusión
En 1957 el proyecto de vuelo supersónico, si bien prometedor y con un gran avance en el prototipo metálico, se aprecia retrasado con los tiempos originales. En 1958 se acepta la propuesta de pasar a un segundo plano con el proyecto del I.Ae.37 (conceptuado ahora por las autoridades de facto para cumplimentar el rol de entrenador transónico), y proponer un nuevo caza interceptor supersónico más potente, con dos motores en góndolas subalares (el I.Ae. 48), del cual se esperaba que alcanzase una velocidad de Mach 2.2. Sin embargo, ambos proyectos fueron cancelados en 1961 como una medida de economía del ministro Álvaro Alsogaray, ya durante el gobierno de Arturo Frondizi.

## Especificaciones

### Características generales
- Tripulación: 1
- Longitud: 11,8 m (38,6 ft)
- Envergadura: 10 m (32,8 ft)
- Altura: 4,9 m (16,1 ft)
- Superficie alar: 48 m² (516,7 ft²)
- Peso vacío: 3300 kg (7273,2 lb)
- Peso cargado: 4800 kg (10 579,2 lb)
- Planta motriz: 1× turborreactor Rolls-Royce Derwent V.
  - Empuje normal: 16 kN (1634 kgf; 3601 lbf) de empuje.

### Rendimiento
- Velocidad máxima operativa (Vno): 800 km/h (497 MPH; 432 kt)
- Alcance: 2000 km (1080 nmi; 1243 mi)
- Techo de vuelo: 11 000 m (36 089 ft)

### Armamento
- Cañones:  2 de 20mm Hispano Suiza 804 en el piso de la cabina